# Cerano, Guerrero
Cerano är en ort i Mexiko.   Den ligger i kommunen Zirándaro och delstaten Guerrero, i den södra delen av landet, 220 km sydväst om huvudstaden Mexico City. Cerano ligger 213 meter över havet och antalet invånare är 147.
Terrängen runt Cerano är huvudsakligen kuperad, men åt nordväst är den platt. Runt Cerano är det glesbefolkat, med 8 invånare per kvadratkilometer. Närmaste större samhälle är Zirándaro, 4,8 km nordväst om Cerano. I omgivningarna runt Cerano växer huvudsakligen savannskog.